# Вимірювання сили землетрусу
Землетруси - підземні удари і коливання поверхні Землі, викликані різким вивільненням енегрії, накопиченої в породах.

### Шкали для вимірювання землетрусу
- Для вимірювання сили землетрусу використовуються дві шкали . Шкала Меркаллі ( від 1 до 12 балів ) , або сейсмічна шкала , оцінює вплив землетрусу на земну поверхню . Шкала Ріхтера ( від 1 до 10 магнітуд ) вимірює енергію , яка виділяється в осередку землетрусу . Ця шкала логарифмічна . При збільшенні магнітуди всього на одиницю кількість вивільненої енергії зростає в 30 разів . Тому в Рача - Джавському землетрусі в Грузії ( 1991 р . ) з магнітудою 7,1 енергії виділилося в 900 разів більше , ніж у Ташкентському ( 1966 р . ) з магнітудою 5,3 , хоча їх сила за шкалою Меркаллі була однакова - 8 балів . Однак землетрус у Ташкенті виявився таким самим руйнівним , як і Рачинський , оскільки його осередок знаходився всього в 5-8 км від поверхні .